# پتروویتسه ایای
پتروویتسه ایای (به چکی: Petrovice II) یک منطقهٔ مسکونی در جمهوری چک است که در ناحیه کوتنا هورا واقع شده‌است.